# Крокет (окръг, Тексас)
Вижте пояснителната страница за други значения на Крокет.
Окръг Крокет (на английски: Crockett County) е окръг в щата Тексас, Съединени американски щати. Площта му е 7270 km², а населението - 4099 души (2000). Административен център е населеното място Озона.